# William Satch

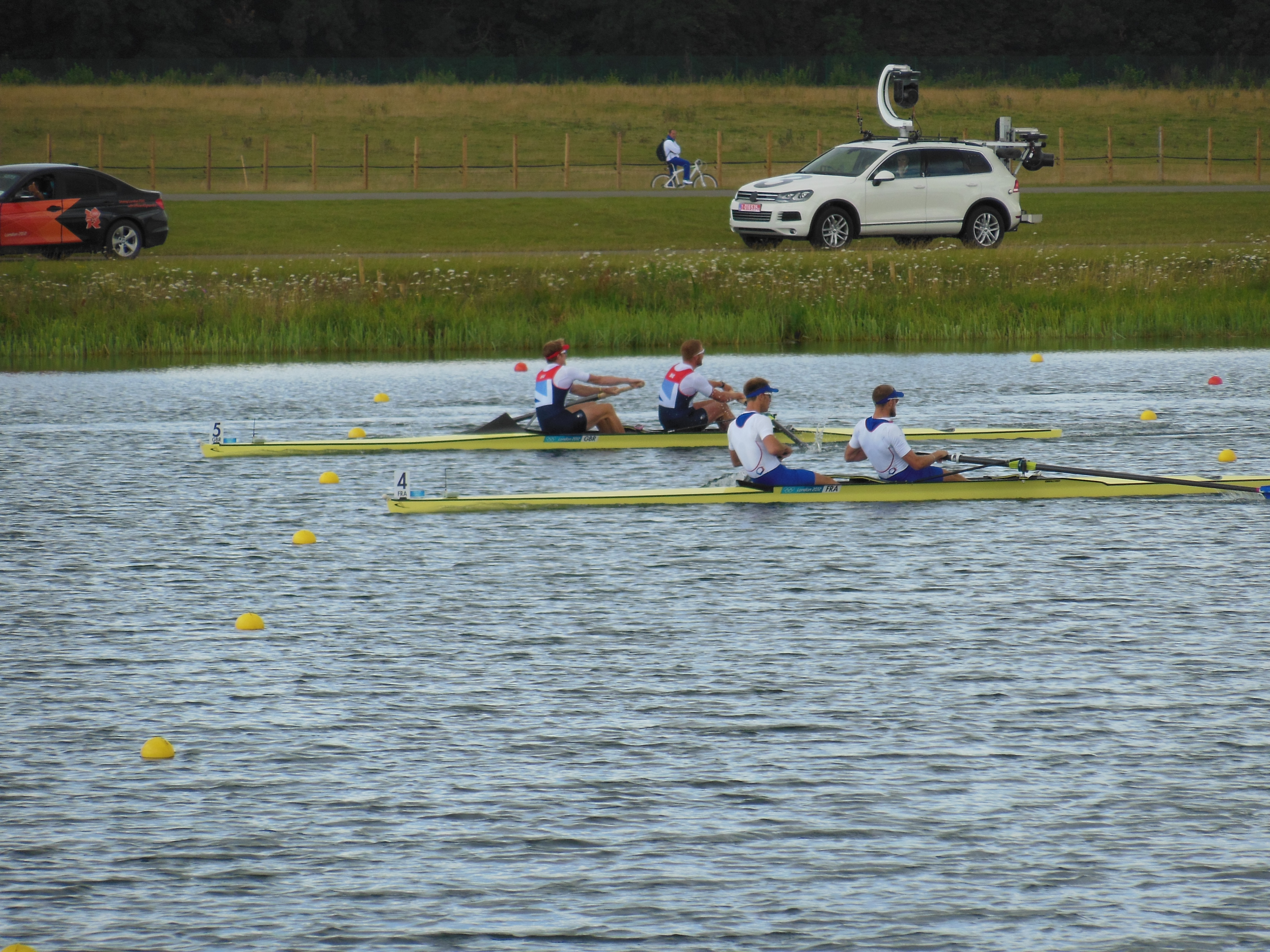
Ruderfinale bei den Olympischen Spielen 2012, der britische Zweier ist das linke Boot.

William Spencer „Will“ Satch, MBE (* 9. Juni 1989 in Oxford) ist ein britischer Ruderer. Er gewann 2013 und 2014 im Achter den Weltmeisterschaftstitel und gewann die Goldmedaille im Achter 2016.

## Karriere
Satch gewann 2010 und 2011 mit dem britischen Achter die Bronzemedaille bei den U23-Weltmeisterschaften. 2012 fuhr Satch im Zweier ohne Steuermann mit George Nash, die beiden gewannen bei der Olympiaregatta in Eton die Bronzemedaille hinter den Booten aus Neuseeland und Frankreich.
2013 siegte Satch mit dem britischen Achter beim Weltcup in Eton. Bei den Ruder-Weltmeisterschaften in Chungju siegte der britische Achter vor den Deutschen, es war der erste Weltmeistertitel für den britischen Männer-Achter überhaupt. 2014 wechselten Alex Gregory, Mohamed Sbihi, George Nash und Andrew Triggs Hodge aus dem Weltmeister-Achter in den Vierer ohne Steuermann; der umbesetzte Achter belegte den dritten Platz bei den Ruder-Europameisterschaften 2014, nach weiteren Umbesetzungen gewann der Achter den Titel bei den Ruder-Weltmeisterschaften 2014 in Amsterdam erneut vor dem deutschen Achter. 2015 gewann Satch mit dem britischen Achter die Silbermedaille bei den Europameisterschaften und die Goldmedaille bei den Weltmeisterschaften. Zum Saisonauftakt 2016 belegte Satch mit dem britischen Achter hinter Deutschen und Russen den dritten Platz bei den Europameisterschaften in Brandenburg an der Havel. Im Finale der Olympischen Spiele 2016 gelang den Briten wie bei den drei Weltmeisterschaften seit 2013 ein Sieg vor dem Deutschland-Achter.
Nach einigen Umbesetzungen ruderte Satch 2017 im britischen Vierer-ohne. Zum Beginn der Saison verpasste die Kombination aus Matthew Tarrant, Satch, Callum McBrierty und Mohamed Sbihi jedoch das Podest bei den Europameisterschaften. Danach wurde McBrierty durch Matthew Rossiter ersetzt, mit dem die Mannschaft bei den Weltmeisterschaften die Bronzemedaille hinter Australien und Italien gewann. 2018 kehrte Satch in den britischen Achter zurück. Nach dem fünften Platz bei den Europameisterschaften 2018 gewannen die Briten bei den Weltmeisterschaften 2018 Bronze hinter den Deutschen und den Australiern.
Der 1,94 Meter große William Satch rudert für den Leander Club.